# Apaseo el Alto
Apaseo el Alto é um município do estado de Guanajuato, no México.